# Karl Gümbel
Karl Gümbel (* 24. Juni 1888 in Finstingen; † 28. Oktober 1970 in Heidelberg) war ein deutscher Generalleutnant, der während des Zweiten Weltkriegs am 30. Oktober 1941 als Kommandeur des Infanterie-Regiments 516 das Ritterkreuz des Eisernen Kreuzes erhielt.

## Leben
Gümbel trat am 1. Oktober 1907 als Einjährig-Freiwilliger in die Preußische Armee ein. Ab dem 1. Mai 1908 war er Fahnenjunker. Am 16. Juni 1910 wurde er im 143. Infanterie-Regiment zum Leutnant befördert. Er diente als Offizier im Ersten Weltkrieg. Nach dem Krieg trat er am 31. März 1920 in den Dienst der Polizei. Am 1. September 1935 erfolgte die Übernahme als Oberstleutnant in die Wehrmacht, wobei sein Patent auf den 1. Juni 1935 datiert wurde. Am 1. Januar 1938 erfolgte die Beförderung zum Oberst. Ab dem 1. Juli 1938 war er Kommandant vom Infanterie-Regiment 118. Ab 5. Februar 1940 Kommandeur des Infanterie-Regiments 516. Die Führung der 295. Infanterie-Division übernahm er am 8. Dezember 1941. Die Beförderung zum Generalmajor erfolgte am 1. Februar 1942. Ab dem 1. Mai 1942 bis zum 30. Mai 1942 Kommandeur der 257. Infanterie-Division. Die 182. Ersatz-Division, auch als Division Gümbel bekannt, führte er ab dem 10. Juli bis 3. August 1942. Vom 27. September 1942 bis zum 5. Februar 1944 war er Kommandeur der 348. Infanterie-Division. Seine Beförderung zum Generalleutnant erfolgte am 1. Januar 1943. Es folgte ab 1. März 1944 das Kommando der 152. Division.